# 阿達米夫卡 (海辛區)
48°51′50″N 29°30′52″E / 48.86389°N 29.51444°E
阿達米夫卡（烏克蘭語：Адамівка），是烏克蘭的村落，位於該國西南部文尼察州，由海辛區負責管轄，處於韋爾比奇河畔，始建於1809年，面積1.71平方公里，海拔高度209米，2001年人口300。